# Neoserica pavicana
Neoserica pavicana är en skalbaggsart som beskrevs av Brenske 1899. Neoserica pavicana ingår i släktet Neoserica och familjen Melolonthidae. Inga underarter finns listade i Catalogue of Life.